# 알코올 탈수소효소 (NAD(P)+)
알코올 탈수소효소 [NAD(P)+](영어: alcohol dehydrogenase [NAD(P)+]) (EC 1.1.1.71)는 다음과 같은 화학 반응을 촉매하는 효소이다.
알코올 + NAD(P)+ ⇄ 알데하이드 + NAD(P)H + H+
알코올 탈수소효소 [NAD(P)+]의 3가지 기질은 알코올, NAD+, NADP+이며, 4가지 생성물은 알데하이드, NADH, NADPH, H+이다. 알코올 탈수소효소 [NAD(P)+]는 산화환원효소 부류에 속하며, 특히 공여체가 CH-OH기이며, 수용체가 NAD+ 또는 NADP+인 효소에 속한다. 알코올 탈수소효소 [NAD(P)+]는 해당과정과 포도당신생합성에 참여한다.

## 명명법
알코올 탈수소효소 [NAD(P)+]의 계통명은 알코올:NAD(P)+ 산화환원효소(영어: alcohol:NAD(P)+ oxidoreductase)이다.
다음은 일반적으로 사용되는 다른 이름들이다.
- 레티날 환원효소(영어: retinal reductase)
- 알데하이드 환원효소 (NADPH/NADH)(영어: aldehyde reductase (NADPH/NADH))
- 알코올 탈수소효소 [NAD(P)](영어: alcohol dehydrogenase [NAD(P)])

## 같이 보기
- 알코올 탈수소효소

## 참고 문헌
- Fidge NH, Goodman DS (1968). “The enzymatic reduction of retinal to retinol in rat intestine”. 《J. Biol. Chem.》 243 (16): 4372–9. PMID 4300551.